# Santuario del Señor del Tepozán
El Santuario del Señor del Tepozán es un templo religioso del culto católico y museo en Real de Asientos, Aguascalientes, México. Dentro del complejo se encuentra un ex-convento, y el templo está dedicado al Señor del Tepozán.
El museo fue un convento franciscano construido a principios del siglo XVII. El antiguo claustro cuenta con angostos pasillos, desniveles, pequeñas celdas y puertas ajustadas; sirvió como recinto religioso consagrado al Señor de Tepozán, el santo patrono de los mineros, y como claustro para los monjes de esta orden religiosa.

## Ubicación
La capilla del santo cristo del Tepozán forma parte del convento, este se localiza a 2 kilómetros de la población de Asientos, dentro del área minera de La Francisca. Los terrenos alrededor forman un pequeño oasis en la aridez de toda la zona. Queda a 27 kilómetros de la población de Rincón de Romos, y a 59 de la ciudad de Aguascalientes.
Desde el convento se pude ver las instalaciones de la compañía minera, esto a una distancia que no perturbe el entorno del conjunto. La Secretaría de Cultura señala que el prevenir la expansión de las instalaciones mineras es para que no dañe el paisaje del monumento.

## Historia
En el estado de Aguascalientes cuenta con tres Pueblos Mágicos. Siendo real de asientos el primer lugar en recibir un nombramiento en 2006, el lugar fue fundado 27 años antes que la ciudad de Aguascalientes 1548, debido a la riqueza de sus minas. Fue nombrado pueblo mágico en el 2010.

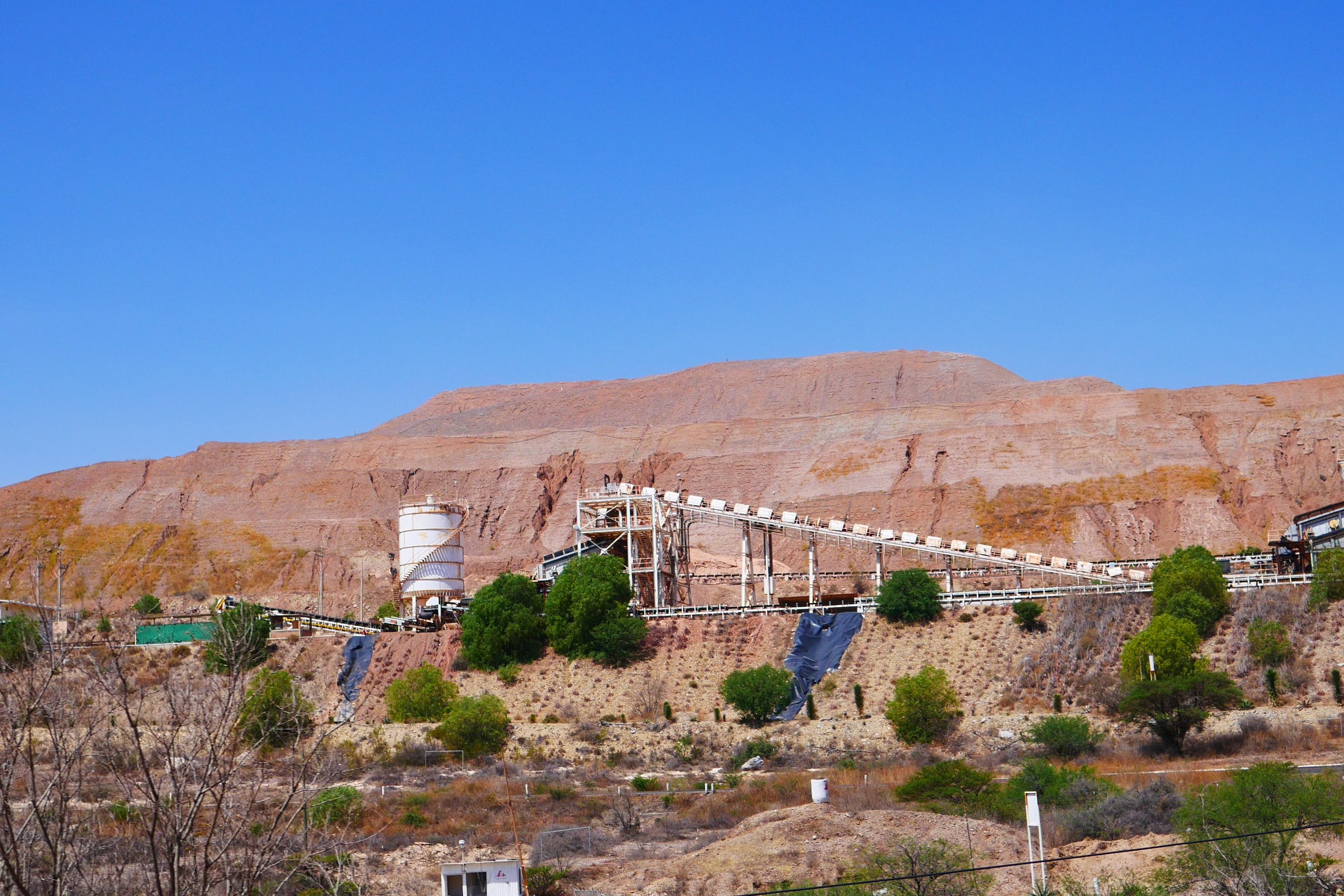
Instalaciones de la Mina Santa Francisca desde la carretera rumbo a Real de Asientos.

### La minería en Asientos

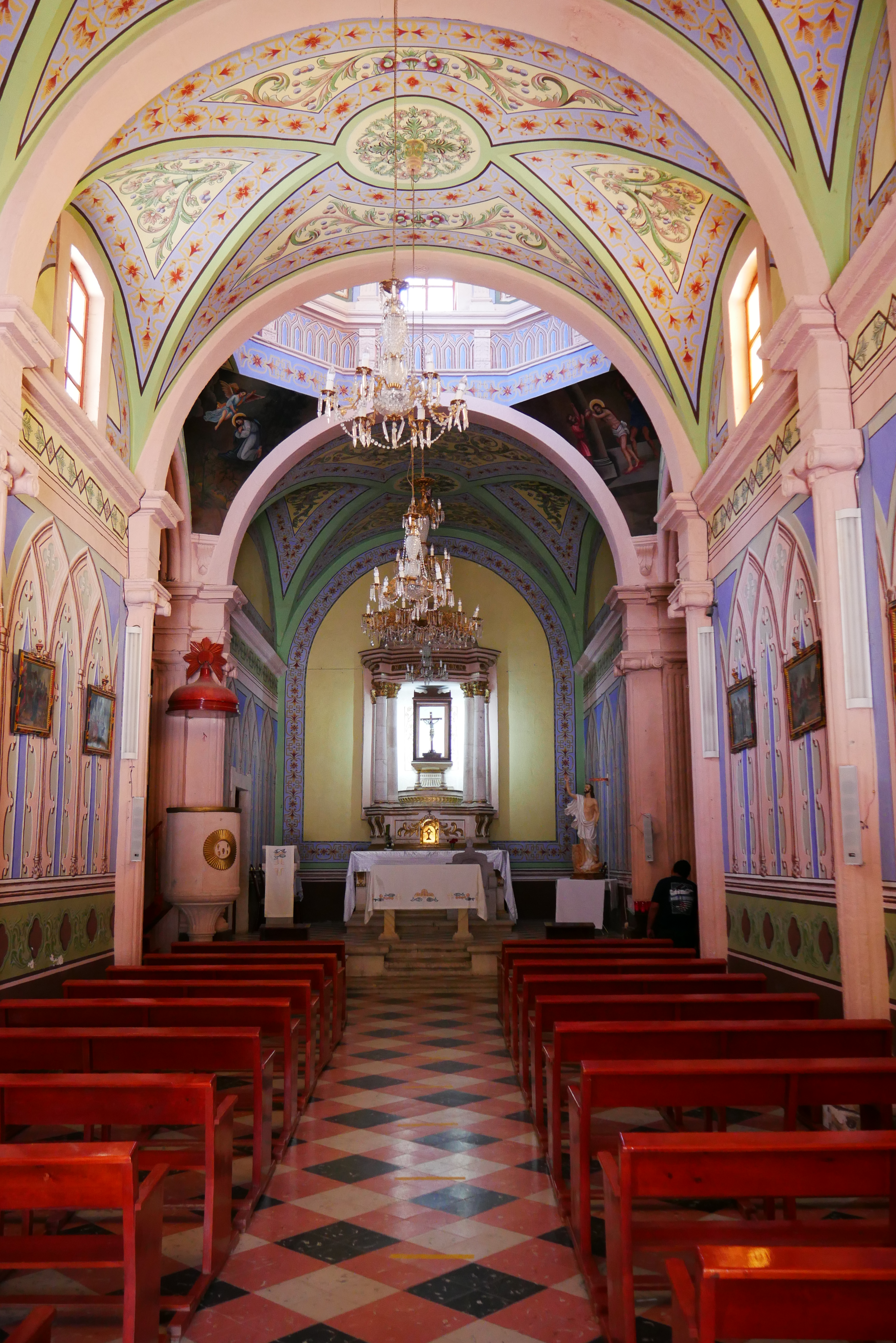
Interior del Templo del Santuario del Señor del Tepozán.

La región de Asientos tuvo una importancia por sus minas de plata y cobre desde el siglo XVI, por lo que hubo muchos buscadores que arribaron a este territorio, a los cuales se les dotó de tierras. Uno de ellos fue Diego de Ibarra. Sin embargo, el auge minero de Asientos continuó hasta 1712, cuando la mina La Descubridora fue adquirida por Benito Gaspar Larrañaga. Esto incentivó el crecimiento poblacional y la llegada de religiosos para fundar templos. La devoción del lugar, naturalmente estuvo relacionada a la minería, pues los pobladores agradecían los descubrimientos de estas riquezas.
El 13 de junio de 1723, se estableció el primer patrón de la región, San Antonio de Padua. Sin embargo, también terminó la devoción a este santo ante la decadencia de la minería.

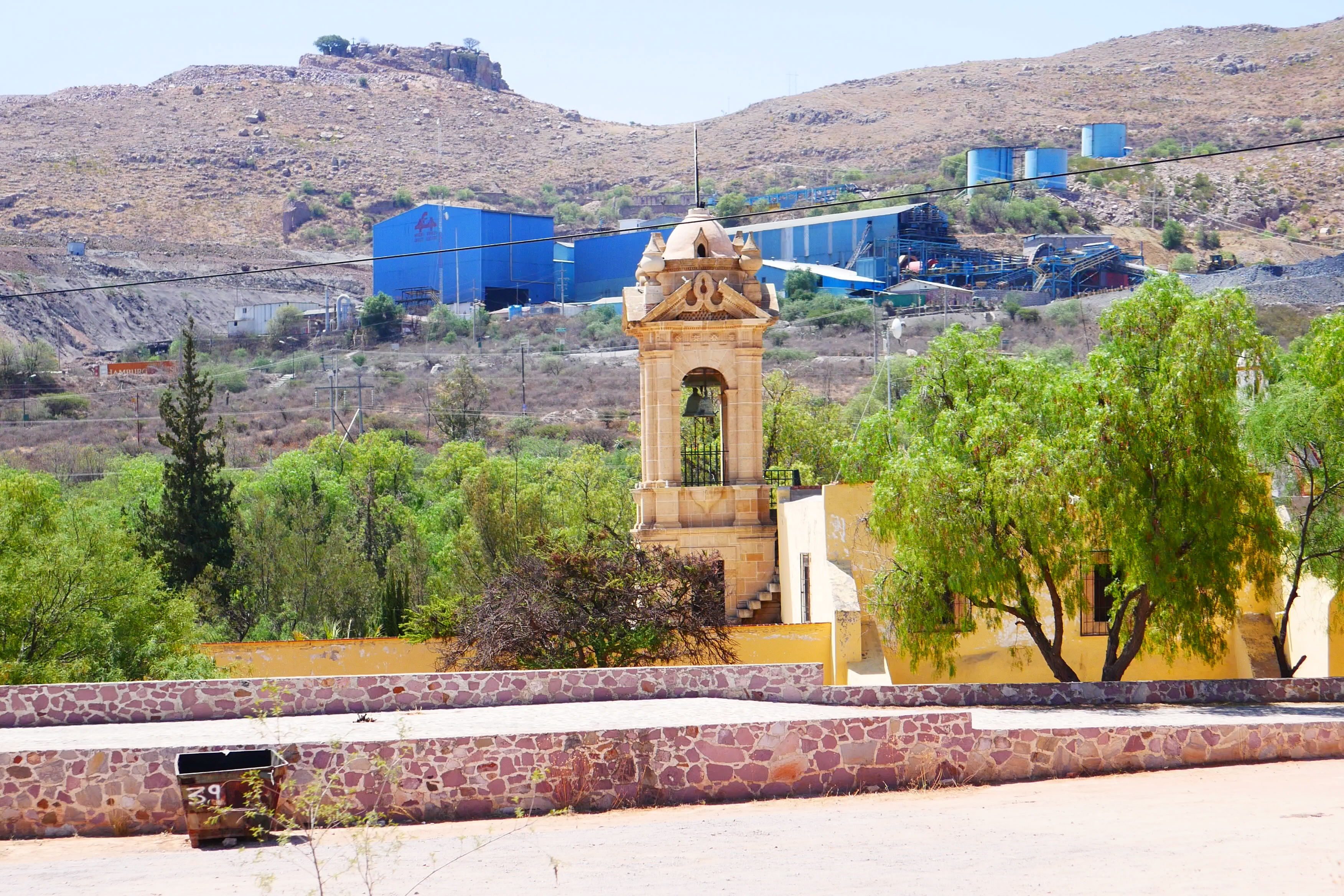
Santuario del Señor del Tepozán y una compañía minera en segundo plano.

En 1881, el gobierno de Rafael Arellano Ruiz Esparza le otorgó el derecho a de explotación minera en Asientos a la Compañía Unión Restauradora del Mineral de Asientos que era representada por Miguel Velázquez de León, Ignacio T. Chávez y Juan C. Portugal, con el objetivo de hacerse cargo de las minas de Santa Francisca Romana, así como otras que adquirió la compañía; al igual que la hacienda de beneficio del Santo Cristo del Tepozán. Luego, en 1882, Velázquez de León y Portugal pidieron una prórroga, concediéndoles las pertenencias de terrenos, minas y haciendas de beneficios en manos de la compañía.
Miguel Velázquez de León Quijano fue formado en una tradición científica en el Colegio de Minería, educado al igual que sus predecesores, como lo son Joaquín Velázquez Cárdenas de León y Joaquín Velázquez de León Güitián.
En 1856 se casó con Luisa González Letechipía quien era la heredera de la Hacienda de Pabellón en Rincón de Romos, y fungió el papel de administrador, implementando sus saberes para el desarrollo de la industria agropecuaria, siendo una labor clave para realizar su proyecto de negocios en la minería. Poco tiempo después de llegar al estado de Aguascalientes, se involucró en la política del estado, además de entablar una amistad con Ignacio T. Chávez y Rodrigo Rincón Gallardo. También Velázquez de León se desempeñó como senador del Congreso del Estado de Aguascalientes, siendo diputado por el partido de Rincón de Romos y el partido de la capital.

### El señor del Tepozán

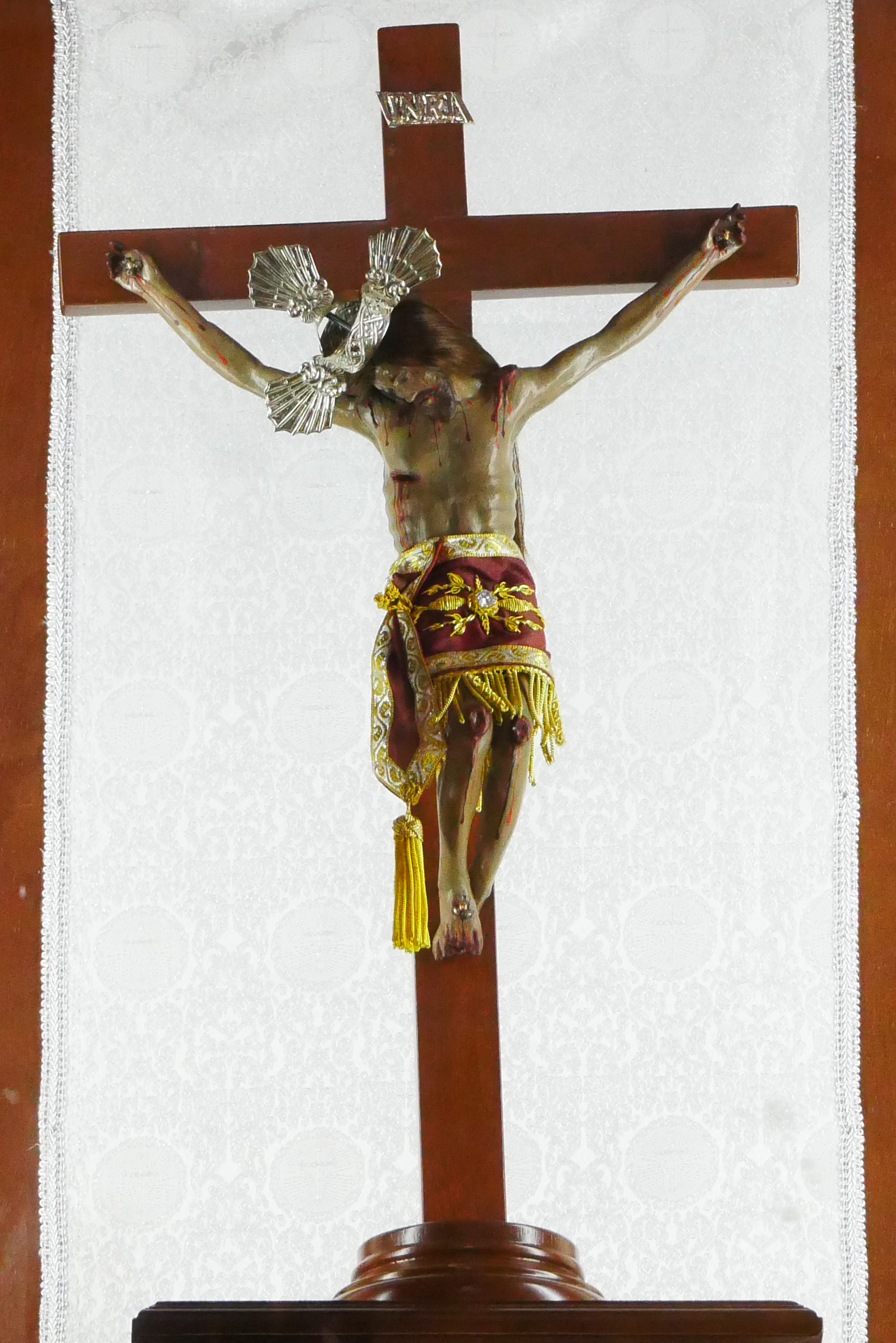
Cristo del Tepozán en su altar.

La devoción al santo Cristo del Tepozán se vincula a una veta minera a la cual se le puso ese nombre. Es por eso que se levantó una capilla en la época del primer auge. Su antigüedad se revela por diversos elementos que hay por la zona, como la piedra en el atrio que contiene la inscripción "sepulcro del Padre Luis Joseph Canegas, Capellán que fue de esta capilla del Señor del Tepozán, enero 16 de 1736".
También se formó una archicofradía, enriquecida por diversos donativos, a la cual se le concedieron privilegios por el papado tales como la indulgencia o la licencia para la creación y celebración del viacrucis, así como hacer oración en la iglesia después de la octava de los santos Apóstoles de San Pedro y San Pablo.
En 1940 el Santuario fue intervenido para realizar tareas de conservación, las cuales fueron dirigidas por los curas Gregorio García y Jesús Rodríguez.
Más tarde, un patronato conformado por comerciantes de Asientos de Ibarra, el Gobierno del Estado y la jerarquía eclesiástica se encargaron de restaurar el pequeño convento y parece que se busca una nueva locación para evitar su deterioro.

## Arquitectura

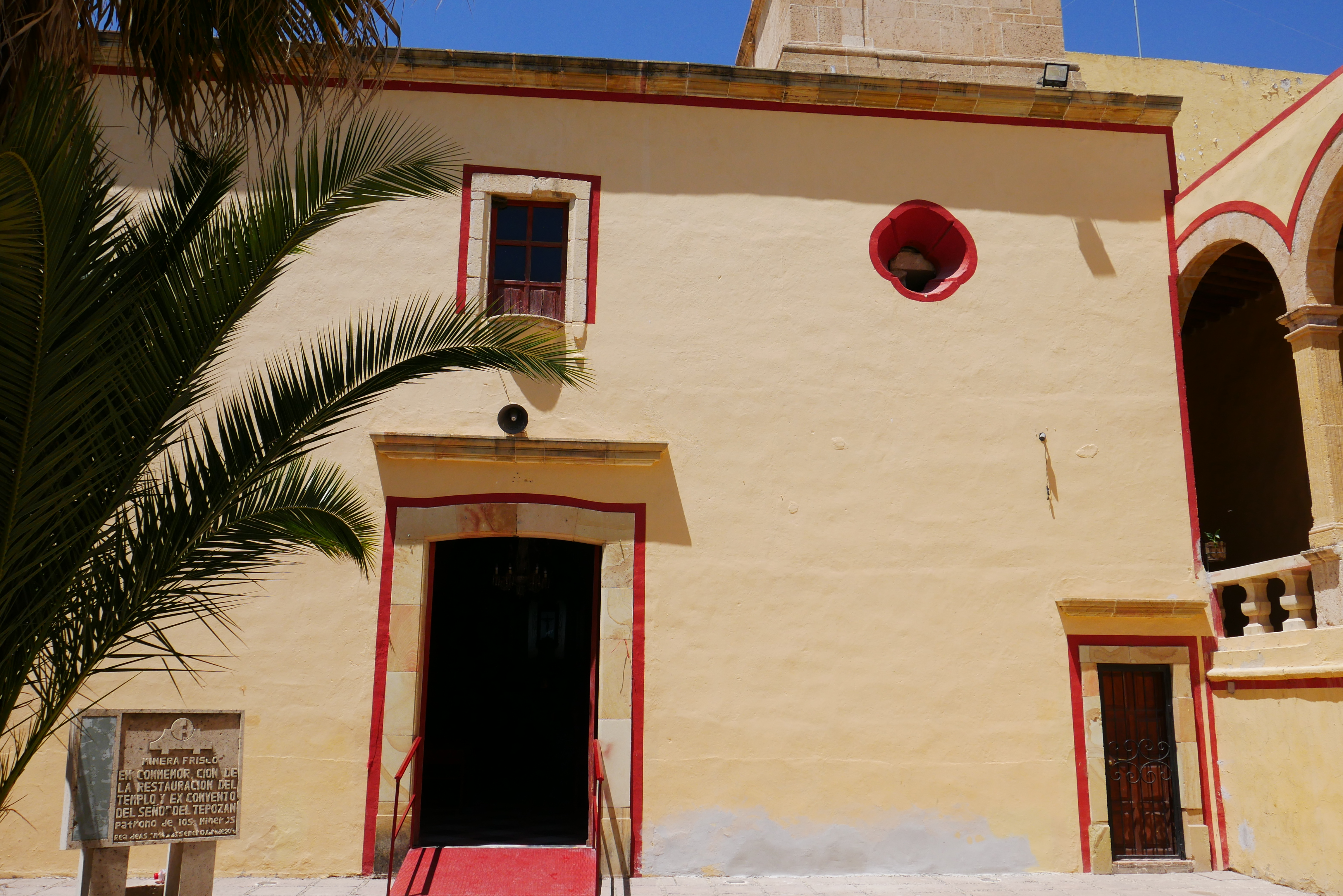
Fachada del Santuario del Señor del Tepozán.

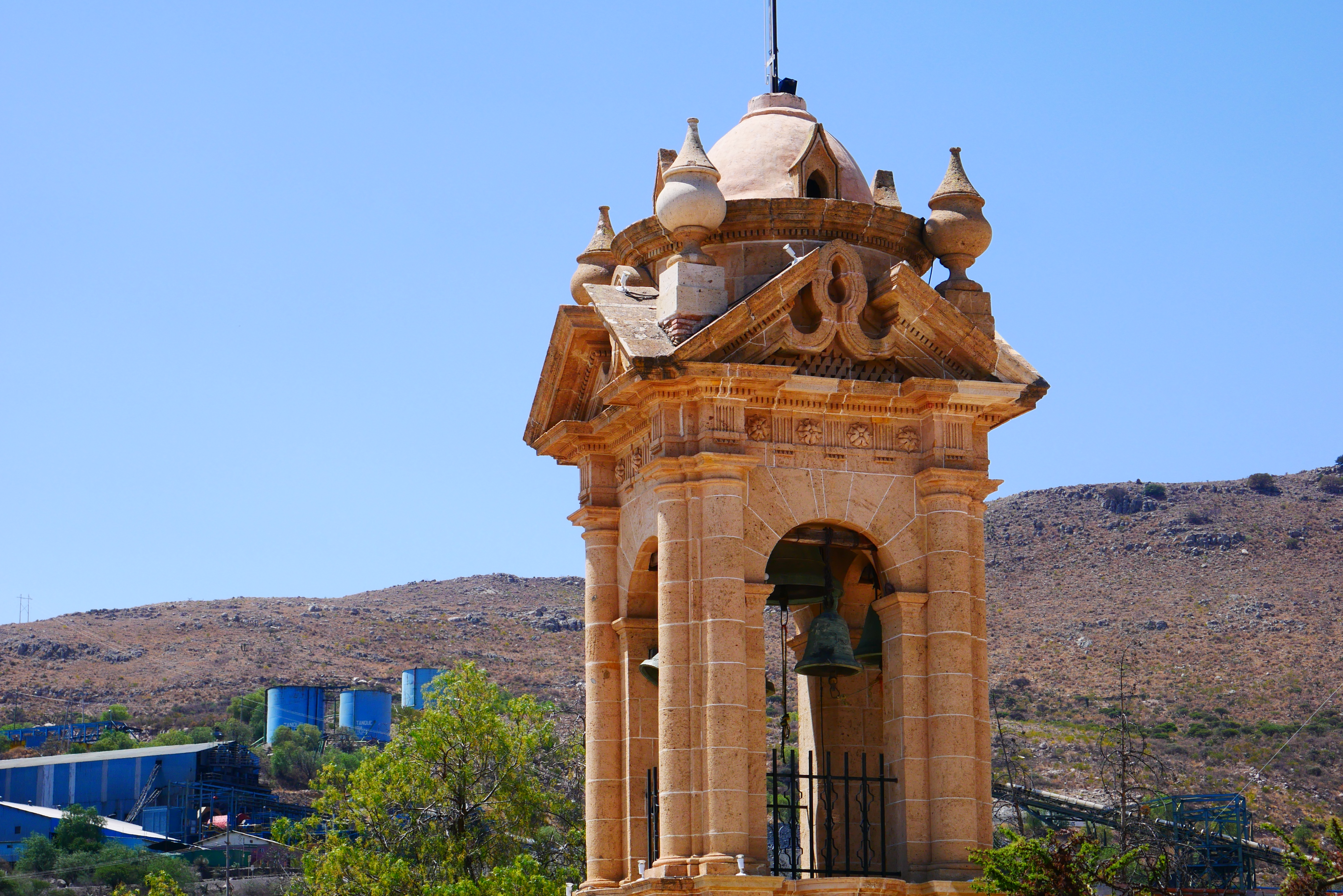
Torre del Santuario del Señor del Tepozán.

### Templo del Señor del Tepozán

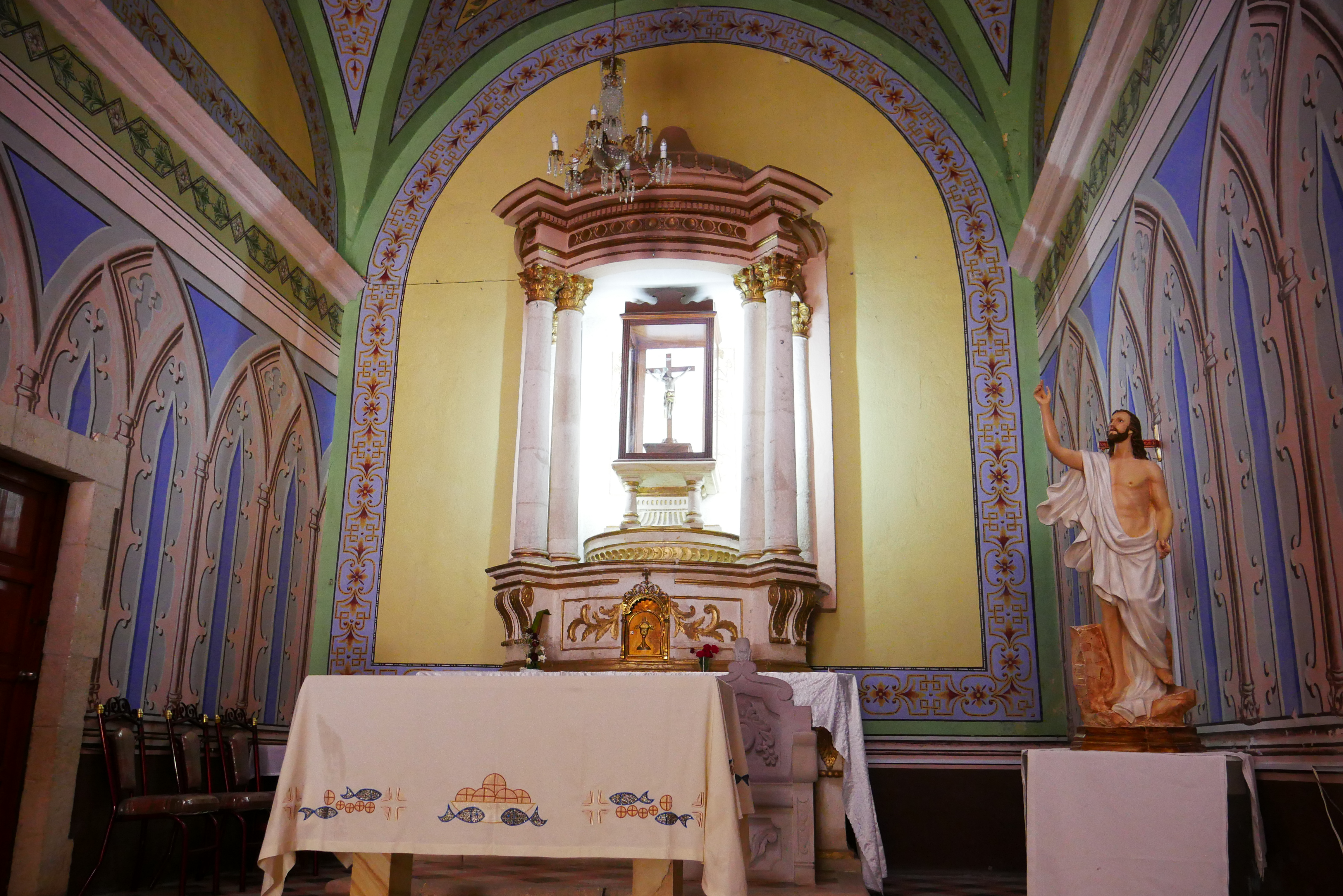
Altar del Santuario del Señor del Tepozán.

En cuanto a su fachada, fue construida por en tiempos del cura Luis G. Maciel, en el año 1868. Es considerablemente sencilla, recordando su origen franciscano; consta de una puerta con un arco de medio punto junto con una sobria ventana rectangular que pertenece al coro. A la derecha se encuentra la única torre en estilo neoclásico; cuenta con un solo cuerpo de planta cuadrada, los cuales tienen en cada lado un arco de medio punto, arriba llevan frontones rectos interrumpidos al centro, y mecatones en las esquinas rematadas con un cupulín. La torre fue concluida en tiempos del cura José María de Jesús Portugal, quien fue párroco por 19 años del lugar. La torre fue diseñada para denotar el profesionalismo del arquitecto, mismo que probablemente intervino en el convento, siendo esta una construcción muy bien lograda, a pesar de tener influencias de estilos diferentes (como el neogótico), estando estos perfectamente armonizados.
En cuanto a la nave contiene seis tramos dentro de los cuales se cuentan el del coro y el del presbiterio de forma rectangular. El sotocoro tiene cuatro columnas que sostienen un arco de tres centros, llamado así porque la cantidad de puntos de apoyo, uno se ubica en el centro y los otros dos a un tercio del espacio restante a cada lado. A la derecha se encuentra una puerta que da acceso a las escaleras de la torre y del coro, con una gran ventana, cortes sesgados en el muro con el propósito de proyectar luz al interior. En el crucero se encuentra una cúpula octagonal, pero de planta alargada y no cuadrada, es por eso que las bóvedas de la capilla se forman la clásica pechina o pechinas para pasar del cuadrado a la planta octagonal, las secciones curvas de diseño triangular las cuales sirven para trasmitir el peso de la cúpula a las pilastras del crucero, para su forma rectangular se necesitaron otras secciones triangulares.
Al interior de la nave en cada tramo tiene un par de medias columnas estriadas en todo lo alto, rematando con un capitel de orden jónico, siendo poco común para la época que fue construido. Para la decoración en los muros se basa en la pintura indicando supuestos relieves góticos como se usaba a finales del siglo pasado.
El altar mayor es neoclásico, con un temple circular columnas las cuales sostienen una cúpula semiesférica. Atrás de este altar se encontraba un amplio salón el cual era un camarín, este presenta una cúpula octagonal, pero inscrita en una planta cuadrada de dimensiones mayores a la cúpula del crucero de la capilla. Se piensa que en el presbiterio existía un altar mayor que el actual, el cual estaba inicialmente dirigido a la virgen, ya que eran iglesias dedicadas a ella.
En el carmín se encuentran pinturas de los cuatro doctores de la iglesia cada uno en una pechina que sostiene la cúpula.
La sacristía, se encuentra a la izquierda del presbiterio es un local abovedado con dos secciones separadas por un arco el cual se apoya de los dos lados en medios capiteles. 

### Restauración
En 2016, la empresa minera Frisco realizó una restauración del Santuario del Tepozán, como parte de la celebración de los 300 años de la edificación del Templo y del Exconvento.